# Katia Skanavi
Katia Skanavi (russisch Екатерина Владимировна Сканави; * 11. Dezember 1971 in Moskau) ist eine russische Pianistin.
Die Enkelin des Regisseurs Alexander Sarchi besuchte die Schule für Hochbegabte in Moskau und spielte bei ihrem ersten Konzert mit 12 Jahren im Großen Saal des Moskauer Tschaikowsky-Konservatoriums Dmitri Kabalewskis Drittes Klavierkonzert unter der Leitung des Dirigenten. 1989 gewann sie mehrere Preise bei der Marguerite Long-Jacques Thibaud Competition; darauf folgten Konzertauftritte u. a. im Musikverein Wien, im Concertgebouw Amsterdam und der Suntory Hall in Tokio. 1994 gewann sie den Maria-Callas-Wettbewerb in Griechenland, und 1997 war sie Finalistin bei der Van Cliburn International Piano Competition.
Daneben vervollkommnete Skanavi ihre Ausbildung am Pariser Konservatorium, am Moskauer Konservatorium und später am Cleveland Institute bei Sergei Babayan. Sie gab Recitals und Konzerte in Amsterdam, Berlin, London, Luxemburg, Madrid, Moskau und Paris, in New York, Ravinia, Washington, Cincinnati, Dallas, Indianapolis und San Francisco, trat mit dem Deutschen Symphonie-Orchester und dem Orchestre National de France unter Kurt Masur, dem Tokyo Metropolitan Symphony Orchestra unter Oleg Caetani, dem Bournemouth Symphony Orchestra unter Dmitri Sitkovetsky und den Brüsseler Philharmonikern unter Michel Tabachnik auf und arbeitete als Kammermusikerin u. a. mit Yuri Bashmet, Gidon Kremer und Truls Mørk zusammen. Auf CDs spielte sie Solowerke für Klavier von Peter Tschaikowski, Sergei Rachmaninow und Robert Schumann ein. Ihre Chopin-Rezital-Live-CD wurde vom Gramophone Magazine als Classical Recording of the Month ausgezeichnet.

## Weblink
- Website von Katia Skanavi